# Alan McCullough
Alan McCullough kanadai származású televíziós producer és író. Ismertebb munkái a Csillagkapu, a Csillagkapu: Atlantisz, Stargate Universe és a Sanctuary – Génrejtek televíziós sorozatban való közreműködése.

## Karrier
Karrierje kezdetén Alan McCullough előadóművészként számos televíziós és filmes projekt részvevője volt, mint Az áruló és az Amerikai pszicho. Később figyelmét az írás felé fordította, 2002-ben elvégezte a Kanadai Film Központ Prime Time Television Resident Programját. Abban az évben megkapta a Banff televíziós fesztivál CTV ösztöndíját, és Zamboni Guy című filmjéért a Torontói Nemzetközi Filmfesztivál díját.
Azután felkérték, hogy írjon a Canadian Broadcasting Corporation Chilly Beach, a Family Channel Naturally, Sadie és a Sci-Fi Channel Csillagkapu című sorozataiban. A Csillagkapu stábjához a 9. évadban csatlakozott. Később producere lett a Csillagkapu: Atlantisznak, a Stargate Universe-nek, és 2009 óta a Sanctuary – Génrejtek társproducere és írója.
Alan jelenleg Vancouverben és Torontóban él feleségével, Teresával, és kutyájukkal.

## Díjak, jelölések
2008-ban jelölést kapott Gemini-díjra a Csillagkapu: Atlantisz Tiszta lap című epizódjának írójaként. 2009-ben két kategóriában is elnyerte a Leo-díjat, egyrészt a Legjobb drámai sorozat kategóriában a Csillagkapu: Atlantisz közreműködőjeként, másrészt a sorozat A királynő című részének forgatókönyvírójaként. 2010-ben Leo-jelölést kapott a Sanctuary Veritas című epizódjának forgatókönyvéért.